# Michalki
Michalki (biał. Міхалькі; ros. Михальки) – agromiasteczko na Białorusi, w obwodzie homelskim, w rejonie homelskim, w sielsowiecie Dauhalessie.
W XIX i w początkach XX w. wieś i majątek ziemski, będący własnością Chocianowskich. Położone były wówczas w Rosji, w guberni mohylewskiej, w powiecie homelskim. Następnie w granicach Związku Sowieckiego. Od 1991 w niepodległej Białorusi.